# Un lavoro da grande
Un lavoro da grande (Little Big League) è un film del 1994 diretto da Andrew Scheinman.
Narra la storia del dodicenne Billy Heywood che eredita dal nonno Thomas la proprietà della squadra di baseball dei Minnesota Twins.